# Cahal Pech
Cahal Pech és un emplaçament maia les ruïnes del qual estan situades a prop de la localitat de San Ignacio al Districte de Cayo a Belize.
Per la zona discorre el riu Macal, que quan s'uneix al Mopan formen el riu Belize.

## Etimologia

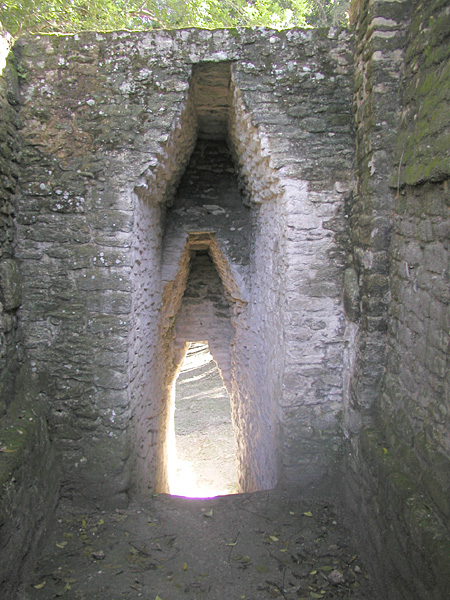
Passadís amb arcs

El nom de Cahal Pech és una combinació de les llengües maies yucatek i mopan, parlades a Mèxic la primera i a Guatemala i Belize la segona. El significat literal és 'terra de paparres'. Aquest nom se li donà perquè en aquesta zona, en la dècada de 1950, abundava la ramaderia, cosa que fomentava la proliferació de les paparres.

## Descripció
S'han trobat evidències que corroboren que el llogaret estava poblat fins al 900 ae, i això el converteix en un dels conjunts de ruïnes maies més antic de Belize occidental.
Aquest lloc era residència d'una important família maia i la major part de la construcció data del període clàssic d'aquesta cultura. El jaciment consta de 34 estructures, i en destaca la més alta amb 25 m.

## Jaciment arqueològic
Es desconeix la data exacta del descobriment del lloc, però degué ser a principis de la dècada de 1950, doncs la Universitat de Pennsilvània n'efectuà uns mapes preliminars al 1951, tot i que mai no se'n publicaren.
Fou al 1969 quan el Departament d'Arqueologia del govern de l'estat començà a treballar en aquest lloc.
Des de finals del s. XX és una zona visitable, tant les excavacions arqueològiques com un petit museu.